# Вже краще померти
«Вже краще померти» (англ. Better Off Dead) — американський художній фільм 1985 року, романтична комедія, що розповідає про життя підлітків. Фільм знятий Севадж Стівом Холленді за своїм власним сценарієм в жанрі чорної комедії.
Головні ролі в цьому фільмі виконали Джон Кьюсак, Дайан Франклін, Аманда Вайс, Девід Огден Стірс і Кім Дарбі. Прем'єра фільму відбулася 23 серпня 1985 року в США. У США фільм зібрав в кінопрокаті 10 297 601 $.

## Сюжет
Теглайн: «Життя підлітків ніколи не була більш темною … або більш кумедною …»
Головний герой фільму — хлопець Лейн Майер. Він був закоханий в свою подругу Бет, але вона забуває про нього і закохується в Роя, нового капітана лижної команди. Лейн дуже сильно переживає цей розрив і кілька разів намагається накласти на себе руки, на щастя, невдало.
Через деякий час Лейн зустрічає іншу дівчину — француженку Моніку, студентку по обміну. Моніка прекрасна, і Лейн закохується в неї. Але він повинен показати себе — скоро лижна гонка, в якій він повинен брати участь і перемогти Роя.

## У ролях
- Джон К'юсак — Лейн Майер
- Дайан Франклін — Моніка Жюно
- Аманда Вайс — Бет Трас
- Девід Огден Стірс — Аль Майер
- Кім Дарбі — Дженні Майєр
- Скутер Стівенс — Беджер Майерс
- Брайан Імада — Чен Рі
- Аарон Дозье — Рой Стелін
- Лаура Ватербарі — пані Сміт
- Рік Розенталь — Смітті

## Знімальна група
- Автор сценарію: Севадж Стів Холенд
- Режисер: Севадж Стів Холенд
- Оператор: Ісидор Манковскі
- Композитор: Руперт Хайн
- Художник: Герман Цімерман
- Костюми: Бред Ломан і Девід Роестер
- Декорації: Гарі Морено
- Продюсер: Майкл Джафе
- Виконавчі продюсери: Джил Фрізен, Ендрю Майер і Вільям Стром